# Mürz
Mürz er en flod i Østrig. Den har sit udspring nord for Schneealpe i Niederösterreich, løber ind i Steiermark og så ud i Mura ved Bruck an der Mur efter 98 km. Kilden til floden slutter ved Mürzzuschlag. 
47°45′11″N 15°30′31″Ø / 47.753028°N 15.508526°Ø